# Pachytettix sagittarius
Pachytettix sagittarius är en insektsart som beskrevs av Rauno E. Linnavuori 1959. Pachytettix sagittarius ingår i släktet Pachytettix och familjen dvärgstritar. Inga underarter finns listade i Catalogue of Life.